# Pseudoeriosema borianii
Pseudoeriosema borianii là một loài thực vật có hoa trong họ Đậu. Loài này được (Schweinf.) Hauman miêu tả khoa học đầu tiên.